# أنتوني راي باركر
أنتوني راي باركر (بالإنجليزية: Anthony Ray Parker)‏ هو ممثل أمريكي، ولد في 13 مايو 1958 في الولايات المتحدة.

## أعمال

### أفلام
- (1999) ذا ماتريكس[2][3][4]

## وصلات خارجية
- أنتوني راي باركر على موقع IMDb (الإنجليزية)
- أنتوني راي باركر على موقع قاعدة بيانات الفيلم (الإنجليزية)